# 윌 페럴
존 윌리엄 "윌" 페럴(영어: John William "Will" Ferrell, 영어 발음: /ˈfɛrəl/, 1967년 7월 16일 ~ )은 미국의 배우, 스탠드업 코미디언, 제작자, 작가이다. 2023년 현재까지 에미상을 총 네 번 수상하였다. 2009년 직접 희곡을 쓴 브로드웨이 연극 《You're Welcome America》에서 조지 W. 부시를 풍자 묘사하여 그해 제63회 토니상 특별공연상 후보에 올랐다. 2015년 할리우드 명예의 거리에 헌액되었으며, 같은 해 영국 GQ에서 그해 최고의 희극인으로 선정하였다.
1990년대 중반 《새터데이 나이트 라이브》 일원이 되어 고정 출연하며 연예인으로서 입지를 다졌다. 2003년 코미디 영화 《올드 스쿨》 주연을 맡으며 프랫 팩에 합류하였다.
애덤 매케이가 연출한 《앵커맨》(2004), 《스탠바이 캅》(2010) 등 코미디 영화에서 각본과 주연을 담당했다. 《메가마인드》(2010), 레고 무비 시리즈(2014-19)에선 성우로 일했다. 《드렁크 히스토리》(2013-19), 《석세션》(2019-23), 《데드 투 미》(2019-22)와 같은 텔레비전 시리즈 제작자이기도 하다.

## 작품 목록

### 영화 출연
- 오스틴 파워: 제로 (1997)
  - 오스틴 파워 (1999)
- 딕 (1999)
- 드라우닝 모나 (2000)
- 제이 앤 사일런트 밥 (2001)
- 쥬랜더 (2001)
  - 쥬랜더 리턴즈 (2016)
- 보트 트립 (2002)
- 올드 스쿨 (2003)
- 엘프 (2003)
- 앵커맨 (2004)
  - 앵커맨 2: 전설은 계속된다 (2013)
- 스타스키와 허치 (2004)
- 멜린다 앤 멜린다 (2004)
- 웨딩 크래셔 (2005)
- 프로듀서스 (2005)
- 트러블 러브 (2005)
- 그녀는 요술쟁이 (2005)
- 차고 지르기 (2005)
- 호기심 많은 조지 (2006) - 애니메이션
- 스트레인저 댄 픽션 (2006)
- 텔라데가 나이트 : 리키 바비의 발라드 (2006)
- 블레이즈 오브 글로리 (2007)
- 세미 프로 (2008)
- 스텝 브라더스 (2008)
- 로스트 랜드: 공룡 왕국 (2009)
- 더 굿: 리브 하드, 셀 하드 (2009)
- 에브리씽 머스트 고 (2010)
- 스탠바이 캅 (2010)
- 메가마인드 (2010) - 애니메이션
- 캠페인 (2012)
- 인턴십 (2013)
- 레고 무비 (2014) - 위층 남자 역 (애니메이션)
  - 레고 무비 2 (2019)
- 겟 하드 (2015)
- 대디스 홈 (2015)
  - 대디스 홈 2 (2017)
- 하우스 (2017)
- 홈즈 앤 왓슨 (2018)
- 비트윈 투 펀스: 투어 스페셜 (2019)
- 제로빌 (2019)
- 다운힐 (2020)
- 유로비전 송 콘테스트: 파이어 사가 스토리 (2020)
- 크리스마스 스피릿 (2022)
- 바비 (2023)
- 퀴즈 레이디 (2023)
- 슈퍼배드 4 (2024) - 막심 역 (목소리)
- 유어 코졀리 인바이티드 (2025) - 짐 역

### 영화 제작
- 핫 로드 (2007)
- 배철러레트 (2012)
- 헨젤과 그레텔: 마녀 사냥꾼 (2013)
- 타미 (2014)
- 슬리핑 위드 아더 피플 (2015)
- 더 보스 (2016)
- 오 루시! (2017)
- 바이스 (2018)
- 북스마트 (2019)
- 허슬러 (2019)
- 더 메뉴 (2022)
- 메이 디셈버 (2023)

### 텔레비전 출연
- 새터데이 나이트 라이브 (1995-2002, 2005-19)
- 오피스 (2011)
- 라스트 맨 온 어스 (2015)

### 텔레비전 제작
- 드렁크 히스토리 (2013-19)
- LA 투 베가스 (2018)
- 석세션 (2019-23)
- 데드 투 미 (2019-22)

### 연극
- You're Welcome America: A Final Night with George W Bush (2009) - 조지 W. 부시 역 (희곡, 출연)